# Balun (Turi)
Balun is een bestuurslaag in het regentschap Lamongan van de provincie Oost-Java, Indonesië. Balun telt 4619 inwoners (volkstelling 2010).